# Michaela Heider
Michaela Kriechmayr (* 6. August 1995 in Knittelfeld, Steiermark als Michaela Heider) ist eine ehemalige österreichische Skirennläuferin bzw. Freestyle-Skierin. Sie gehörte bis inklusive der Saison 2023/24 dem A-Kader des Österreichischen Skiverbandes an und war auf die schnellen Disziplinen Abfahrt und Super-G spezialisiert.

## Biografie
Michaela Heider stammt aus Knittelfeld und startet für den SC Gaal. Sie hat zwei ältere Geschwister und besuchte die Skihandelsschule Schladming.
Im Alter von 15 Jahren bestritt sie in Sölden ihre ersten FIS-Rennen. In der Saison 2011/12 war sie zusätzlich als Freestyle-Skierin aktiv. Bei den erstmals ausgetragenen Olympischen Jugend-Winterspielen in Innsbruck gewann sie die Goldmedaille im Skicross. Aufgrund heftigen Windes und starker Schneefälle musste das Finale im Kühtai abgesagt und die Qualifikation gewertet werden. In der Folge verschrieb sie sich ganz dem alpinen Skisport. Im Januar 2014 gab Heider im Super-G von Innerkrems ihr Debüt im Europacup, ihre ersten Punkte gewann sie ein Jahr später in Hinterstoder. Am 10. Dezember 2015 gelang ihr im Super-G von Kvitfjell ihr erster Sieg. Bei den Juniorenweltmeisterschaften in Sotschi belegte sie die Ränge 12 und 15 in Abfahrt und Riesenslalom, in ihrer Paradedisziplin Super-G schied sie aus. Eine deutliche Steigerung schaffte sie im Winter 2018/19, als sie nach drei Podestplätzen Rang fünf der Gesamtwertung sowie Rang drei in der Super-G-Disziplinenwertung belegte.
Am 7. Februar 2016 gab Heider im Super-G von Garmisch ihr Weltcup-Debüt, kam danach aber fast zwei Jahre nicht zum Einsatz. Ihre ersten Punkte gewann sie im Dezember 2019 mit Rang 25 in der ersten Abfahrt von Lake Louise. Eine Woche später kam sie in St. Moritz schwer zu Sturz und musste nach leichter Knieblessur eine sechswöchige Rennpause einlegen. Beim Comeback in Bansko erreichte sie mit Super-G-Rang 14 ihr vorläufig bestes Weltcup-Resultat.
In der Europacupsaison 2022/23 gewann Heider die Super-G Wertung, wodurch ihr ein Startplatz für die Weltcupsaison 2023/24, außerhalb des Nationenkontingents zusteht. Zudem belegte sie Rang 2 in der Gesamtwertung hinter Nadine Fest.
Michaela Heider war als aktive Sportlerin des Heeressportzentrums des Österreichischen Bundesheers. Als Heeressportlerin trug sie zuletzt den Dienstgrad Gefreiter.
Am 29. April 2024 gab Heider ihren Rücktritt vom aktiven Rennsport bekannt.

## Privates
Sie ist seit Juni 2024 mit dem oberösterreichischen Skirennläufer Vincent Kriechmayr verheiratet.

## Erfolge

### Weltcup
- 2 Platzierungen unter den besten 15

### Weltcupwertungen
| Saison  | Gesamt | Gesamt | Abfahrt | Abfahrt | Super-G | Super-G |
| Saison  | Platz  | Punkte | Platz   | Punkte  | Platz   | Punkte  |
| ------- | ------ | ------ | ------- | ------- | ------- | ------- |
| 2019/20 | 77.    | 45     | 42.     | 16      | 34.     | 29      |
| 2020/21 | 76.    | 44     | 41.     | 11      | 34.     | 33      |
| 2023/24 | 84.    | 42     | –       | –       | 32.     | 42      |

### Europacup
- Saison 2018/19: 5. Gesamtwertung, 3. Super-G-Wertung, 6. Abfahrtswertung, 7. Kombinationswertung
- Saison 2022/23: 1. Super-G-Wertung, 2. Gesamtwertung, 14. Abfahrtswertung, 22. Riesenslalomwertung
- 5 Podestplätze, davon 4 Sieg:

| Datum             | Ort                   | Land       | Disziplin    |
| ----------------- | --------------------- | ---------- | ------------ |
| 10. Dezember 2015 | Kvitfjell             | Norwegen   | Super-G      |
| 12. Januar 2023   | Altenmarkt-Zauchensee | Österreich | Super-G      |
| 13. März 2023     | Narvik                | Norwegen   | Riesenslalom |
| 18. März 2023     | Narvik                | Norwegen   | Super-G      |

### Juniorenweltmeisterschaften
- Sotschi 2016: 12. Abfahrt, 15. Riesenslalom

### Weitere Erfolge
- Gold bei den Olympischen Jugend-Winterspielen 2012 im Skicross
- Bronze bei den österreichischen Meisterschaften im Riesenslalom 2019
- 3 Siege in FIS-Rennen